# 本多謙三
本多 謙三 （ほんだ けんぞう、1898年11月30日 - 1938年3月7日）は、日本の哲学者。東京商科大学（現一橋大学）予科教授を務めた。唯物論研究会発起人。

## 人物・経歴
兵庫県神戸市塚本通出身。父本多一太郎は神戸商業会議所副会長も務めたマッチ製造業者。神戸市立兵庫小学校を経て、寺尾亨邸に寄宿し、早稲田尋常小学校、東京高等師範附属小学校（現筑波大学附属小学校）、同中学校（現筑波大学附属中学校・高等学校）を経て、1921年神戸高等商業学校（現神戸大学）本科2年修了。1924年東京商科大学（現一橋大学）本科卒業。左右田喜一郎門下。
1925年東京商科大学予科兼専門部講師、中央気象台附属気象技術官養成所（現気象大学校）獨乙語講師。1929年東京商科大学予科教授。1932年唯物論研究会発起人。1934年両親のいた芦屋で療養し、1935年から大学を休職。1936年には東京に戻ったが、1938年に大学を退職し、河北総合病院などに入院。同年に41歳で早世した。

## 著書
- 『哲学と経済』理想社出版部 1938年
- 『論理学初歩』冬書房 1948年
- 『実存哲学と唯物弁証法』三一書房 1948年
- 『論理学通説』理想社 1949年
- 『本多謙三選集 上巻 (実存哲学への道)』理想社 1949年
- 『本多謙三選集 下巻 (経済哲学序説)』理想社 1949年
- 『現象学と弁証法』三一書房 1970年
- 『現象学と唯物弁証法』こぶし書房 1997年